# Rezerwat przyrody Karczówka
Rezerwat przyrody Karczówka – rezerwat krajobrazowy na terenie miasta Kielce, w województwie świętokrzyskim. Leży w obrębie Chęcińsko-Kieleckiego Parku Krajobrazowego.
- Powierzchnia: 26,37 ha[1] (akt powołujący podawał 27,29 ha)
- Rok utworzenia: 1933, ponownie 1953
- Dokument powołujący: Zarządz. ML z 27.04.1953; MP. A-42/1953, poz. 514
- Numer ewidencyjny WKP: 004
- Charakter rezerwatu: częściowy
- Przedmiot ochrony: fragment lasu sosnowego, tworzący cenne krajobrazowo otoczenie zabytkowego klasztoru z XVII wieku i pomnika powstańców z 1863 r.

W 1933 roku dyrekcja Lasów Państwowych uznała Karczówkę za rezerwat przyrody, który już wtedy znajdował się w granicach miasta. W 1953 roku rezerwat utworzono ponownie.
Rezerwat obejmuje wzgórze Karczówka zbudowane głównie z wapieni dewonu środkowego i górnego, w których występują rudy ołowiu, niegdyś eksploatowane tu systemem szparowym.
Na terenie rezerwatu rośnie wiele gatunków roślin chronionych, m.in.: lilia złotogłów, zawilec wielkokwiatowy, pluskwica europejska, pierwiosnka wyniosła.
Obszar rezerwatu objęty jest ochroną czynną.
Skrajem rezerwatu przechodzi  żółty szlak spacerowy wokół Kielc.